# ضوار (مأرب)
ضوار هي إحدى قرى الجمهورية اليمنية. تتبع جغرافيا لمحافظة مأرب و إداريًا لمديرية صرواح. يبلغ تعداد سكانها 2318 نسمة حسب الإحصاء الذي أجري عام 2004.